# Mike Johnson
James Michael Johnson (* 30. ledna 1972 Shreveport Louisiana) je americký politik, od října 2023 předseda Sněmovny reprezentantů.

## Názory
Johnson je členem křesťanské pravicové frakce Republikánské strany.
Zastává ultrakonzervativní postoje k potratům a sňatkům osob stejného pohlaví. Známý je zejména svým rozsáhlým a otevřeným odporem k právům homosexuálů.

### Interrupce
Podporuje celostátní zákaz interrupce a je proti rozsudku případu Roe vs. Wade.

### Zahraniční politika
Podpořil ukončení americké vojenské pomoci Ukrajině v rámci ruské invaze, avšak po svém zvolení předsedou Sněmovny reprezentantů prohlásil, že je „otevřen jednání“ o další finanční podpoře Ukrajiny.

### Imigrace
V lednu 2017 podpořil výkonné nařízení č. 13 769 vydané Donaldem Trumpem, které zakazuje přistěhovalectví ze sedmi převážně muslimských zemí. Ke svému rozhodnutí řekl: „Nejde o snahu zakázat jakékoli náboženství, ale spíše o snahu adekvátně chránit naši vlast. Žijeme v nebezpečném světě a toto důležité opatření nám pomůže vyvážit svobodu a bezpečnost“.
V roce 2023 hlasoval pro novelu zákona, která by zrušila financování pomoci uprchlíkům.

### Léčebné konopí
V roce 2016 se postavil proti rozšíření léčebného konopí v Louisianě.

### Minimální mzda
V roce 2019 se postavil proti zákonu, který by zvýšil minimální mzdu na 15 dolarů za hodinu. Hlasování o zákonu proběhlo také v roce 2021, ale opět pro něj nehlasoval.

## Soukromý život
V roce 1999 se oženil s Kelly Larry. Mají spolu čtyři děti a žijí v Bentonu v Louisianě.
V roce 2016 se označil za křesťana. Je evangelikál z řád Jižní baptistické konvence. Mimo jiné prohlásil, že „jeho víra ovlivňuje všechno, co dělá“.
Od března 2022 spolu s manželkou moderují podcast Truth Be Told.